# Plaça de Montserrat Roig
La plaça de Montserrat Roig de Santa Coloma de Gramenet és un espai de 3.000 metres quadrats situat a la confluència entre l'avinguda de Francesc Macià i els carrers de Josep Martorell i Safareig, al barri de Riu Nord. La plaça compta amb dues fonts, una làmina d'aigua amb dos sortidors i una petita cascada, a més d'arbrat. L'espai està dedicat a l'escriptora catalana Montserrat Roig i Fransitorra.

## Monuments i edificis
La plaça va ser condicionada l'any 2006 i respecta les restes d'un antic safareig gràcies a dues cobertures de vidre sobre plataformes de material ceràmic que permeten veure l'antiga estructura. A la mateixa zona hi havia la masia de can Bachs, enderrocada l'any 2002. Segons el metge i historiador colomenc Joan Vilaseca i Segalés, la masia datava de finals del segle XVI i, després del segle xviii, va ser Casa de la Vila durant un temps.

### Antic safareig
El safareig era un edifici rectangular semi soterrat de 87,5 m² construït l'any 1868 per l'Ajuntament. S'han conservat la bassa central i el sistema de canalització d'aigua. Les entrades estaven situades a la façana nord-oest, mitjançant una escala de sis graons, i sud-est, a través d'una porta. La bassa estava dividida en dues meitats: una per ensabonar la roba i una altra per esbandir-la. A més, tenia una estructura de pedres inclinades per facilitar la postura a l'hora de rentar.
Entre els anys 2002 i 2003 la zona va ser reurbanitzada i es va procedir a excavar les restes de l'antic safareig. L'estructura original aprofitava l'aigua d'una petita riera que arribava fins a la mina de Regants i que donaria nom al carrer del Safareig. L'any 1879 es va cobrir amb una petita teulada que va ser reformada als anys 30 del segle XX per construir un teulat sostingut per bigues de fusta i rodejat per arcades de maons. L'espai era utilitzat principalment per veïnes dels barris del Centre, Singuerlín i Fondo però, després d'anys en desús, l'obra va acabar per ser enderrocada el 1972.